# Prothoe leucis
Prothoe leucis är en fjärilsart som beskrevs av Jean Baptiste Boisduval 1832. Prothoe leucis ingår i släktet Prothoe och familjen praktfjärilar. Inga underarter finns listade i Catalogue of Life.